# A Queer Elopement
A Queer Elopement è un cortometraggio muto del 1913 diretto da Dell Henderson.

## Produzione
Il film fu prodotto dalla Biograph Company.

## Distribuzione
Distribuito dalla General Film Company, il film - un cortometraggio di 148,5 metri - uscì nelle sale cinematografiche USA il 3 marzo 1913. Nelle proiezioni, veniva programmato con il sistema dello split reel, accorpato in un'unica bobina con un altro cortometraggio prodotto dalla Biograph, la commedia Look Not Upon the Wine.
La Moving Pictures Sales Agency lo distribuì nel Regno Unito il 24 aprile 1913.
Non si conoscono copie ancora esistenti della pellicola che viene considerata presumibilmente perduta.